# Boniches
Boniches é um município da Espanha, na província de Cuenca, comunidade autônoma de Castela-Mancha. Tem 53,02 km² de área e em 2021 tinha 139 habitantes (densidade: 2,6 hab./km²). Limita com os municípios de Campillos-Paravientos, San Martín de Boniches, Villar del Humo, Pajaroncillo, Cañete, Huérguina e Alcalá de la Vega.